# Mire du Sud
La mire du Sud ou mire de l'Observatoire est un monument situé dans le parc Montsouris à Paris, en France.

## Localisation
Le monument est installé au sud du parc Montsouris au 2, rue Gazan, dans le 14e arrondissement de Paris.
La mire n'est pas exactement sur le tracé du méridien de Paris, mais environ 70 m à l'est.

## Description

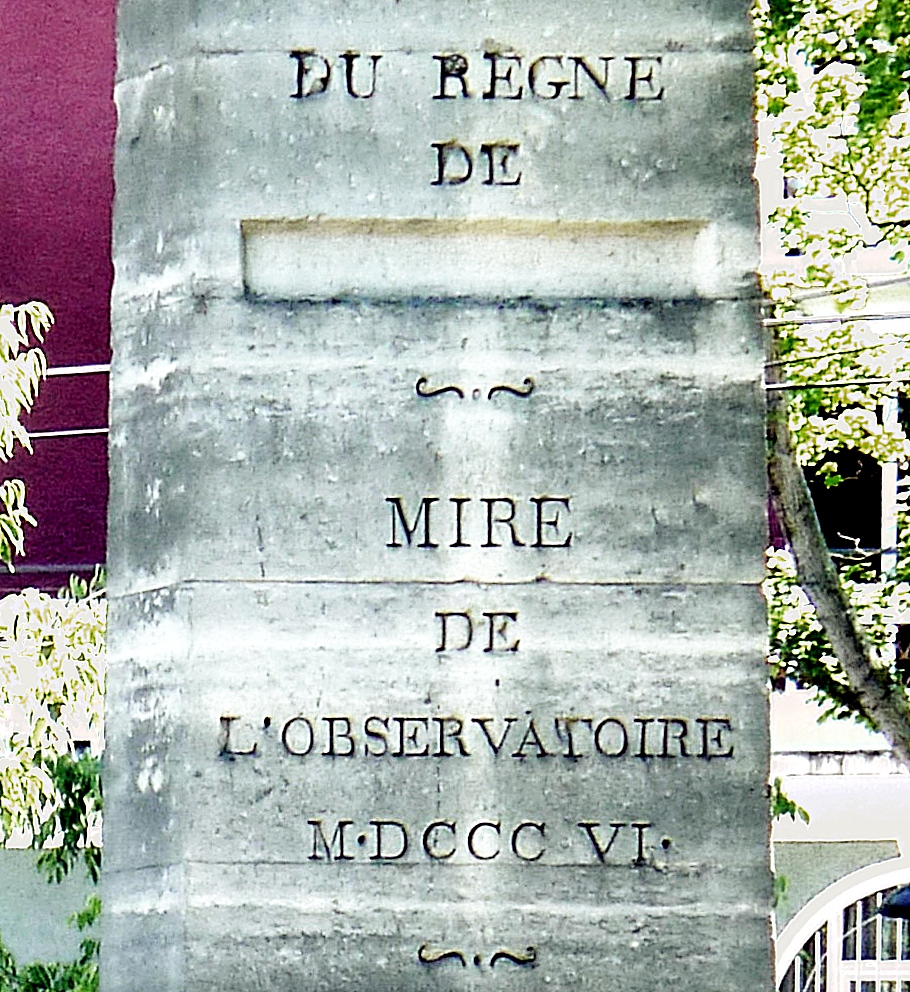
Inscription (détail).

La mire est un monument de 4 m de hauteur, une stèle terminée par une forme cylindrique percée.
La stèle porte l'inscription suivante : 

« DU REGNE DE … [le nom de Napoléon a été effacé] MIRE DE L'OBSERVATOIRE - MDCCCVI »

## Histoire
La mire est élevée en 1806 dans le jardin de l'Observatoire de Paris. Il s'agit d'une borne géodésique qui matérialise le méridien de Paris.
Elle est déplacée par la suite dans le parc Montsouris.
Le monument est inscrit au titre des monuments historiques en 1928.